# Vltavská (metropolitana di Praga)
Vltavská è una stazione della linea C della metropolitana di Praga.

## Storia
La stazione è stata attivata il 3 novembre 1984, come parte del prolungamento della linea C tra Sokolovská e Fučíkova.

## Strutture e impianti
La stazione è sotterranea ed è dotata di due binari, serviti da una banchina centrale.

## Servizi
La stazione è dotata di ascensori per le persone a mobilità ridotta.
- Biglietteria
- Servizi igienici

## Interscambi
- Fermata autobus (linea 156)[2]
- Fermata tram (linee 1, 17, 25, 27 e 34)[2]